# Verhni Haii, Drohobîci
Verhni Haii (în ucraineană Верхні Гаї) este o comună în raionul Drohobîci, regiunea Liov, Ucraina, formată numai din satul de reședință.

## Demografie
Componența lingvistică a comunei Verhni Haii
     Ucraineană (99,62%)
     Alte limbi (0,29%)
Conform recensământului din 2001, majoritatea populației comunei Verhni Haii era vorbitoare de ucraineană (99,62%), existând în minoritate și vorbitori de alte limbi.